# Indophantes tonglu
Espèce
Indophantes tonglu est une espèce d'araignées aranéomorphes de la famille des Linyphiidae.

## Distribution
Cette espèce est endémique du Bengale-Occidental en Inde,. Elle se rencontre dans le district de Darjeeling entre 2 500 et 2 700 m d'altitude.

## Description
Le mâle holotype mesure 1,75 mm.

## Étymologie
Son nom d'espèce lui a été donné en référence au lieu de sa découverte, Tonglu.

## Publication originale
- Tanasevitch, 2011 : Linyphiid spiders (Araneae, Linyphiidae) from Pakistan and India. Revue suisse de Zoologie, vol. 118, no 3, p. 561-598.